# Tolmera albibasalis
Tolmera albibasalis är en fjärilsart som beskrevs av W. Warren 1903. Tolmera albibasalis ingår i släktet Tolmera och familjen mätare. Inga underarter finns listade i Catalogue of Life.